# Corny Point (udde)
Corny Point är en udde på Yorke Peninsulas västra kust i South Australia, Australien cirka 37 kilometer nordväst om Warooka.
Genomsnittlig årsnederbörd är 570 millimeter. Den regnigaste månaden är juni, med i genomsnitt 112 mm nederbörd, och den torraste är januari, med 12 mm nederbörd.